# Грант (округ, Кентуккі)
Шаблон:StateAbbr_ 38°38′ пн. ш. 84°37′ зх. д. / 38.64° пн. ш. 84.61° зх. д.
Округ Грант (англ. Grant County) — округ (графство) у штаті  Кентуккі, США. Ідентифікатор округу 21081.

## Історія
Округ утворений 1820 року.

## Демографія
За даними перепису 
2000 року 
загальне населення округу становило 22384 осіб, зокрема міського населення було 4891, а сільського — 17493.
Серед мешканців округу чоловіків було 11030, а жінок — 11354. В окрузі було 8175 домогосподарств, 6219 родин, які мешкали в 9306 будинках.
Середній розмір родини становив 3,1.
Віковий розподіл населення поданий у таблиці:
| Стать    | До 15 років | 15-21 | 22-29 | 30-39 | 40-49 | 50-65 | 65-85 | Понад 85 |
| -------- | ----------- | ----- | ----- | ----- | ----- | ----- | ----- | -------- |
| Чоловіки | 2767        | 1139  | 1235  | 1827  | 1544  | 1630  | 817   | 71       |
| Жінки    | 2644        | 1111  | 1320  | 1801  | 1599  | 1630  | 1074  | 175      |

## Суміжні округи
- Бун — північ
- Кентон — північний схід
- Пендлтон — схід
- Гаррісон — південний схід
- Скотт — південь
- Оуен — захід
- Ґаллатін — північний захід

## Виноски
1. ↑  U.S. Decennial Census. United States Census Bureau. Архів оригіналу за 26 квітня 2015. Процитовано 14 серпня 2014.
2. ↑  Historical Census Browser. University of Virginia Library. Архів оригіналу за 16 серпня 2012. Процитовано 14 серпня 2014.
3. ↑  Population of Counties by Decennial Census: 1900 to 1990. United States Census Bureau. Архів оригіналу за 13 жовтня 2014. Процитовано 14 серпня 2014.
4. ↑  Census 2000 PHC-T-4. Ranking Tables for Counties: 1990 and 2000 (PDF). United States Census Bureau. Архів оригіналу (PDF) за 18 грудня 2014. Процитовано 14 серпня 2014.
5. ↑  State & County QuickFacts. United States Census Bureau. Архів оригіналу за 7 червня 2011. Процитовано 6 березня 2014.(англ.) Наведено за англійською вікіпедією.
6. ↑  American FactFinder. Бюро перепису населення США. Архів оригіналу за 21 травня 2008. Процитовано 31 січня 2008.

| США | Це незавершена стаття з географії США. Ви можете допомогти проєкту, виправивши або дописавши її. |